# Passo Crocetta
Il passo Crocetta, anche conosciuto come valico della Crocetta, si trova sulla Catena Costiera in provincia di Cosenza (Calabria), e mette in comunicazione la Valle del Crati con la costa tirrenica della Calabria. È posto a 979 m s.l.m. ed è raggiungibile da tre località: da San Fili (dal versante della Valle del Crati), da Paola e dalla frazione Torremezzo di Falconara Albanese (dal versante della costa tirrenica). Il passo (o valico) della Crocetta si trova sulla linea di confine tra i comuni di San Fili e San Lucido.
Dal passo è possibile raggiungere la vetta del monte Luta (1231 m s.l.m.), attraverso un sentiero.
Oggi è uno dei valichi appenninici più frequentati dai cicloturisti e dagli amanti dell'escursionismo in Calabria.